# AS AGIR
AS AGIR is een Ivoriaanse voetbalclub uit Guibéroua. De club speelt op het tweede niveau in Ivoorkust.
AS AGIR speelde van 1970 tot en met 1974 in de MTN Ligue 1. In deze divisie behaalde het vier jaar lang de laatste plaats, waarna het weer verderging als amateurclub.